# Prix Studer/Ganz

Le Prix Studer/Ganz est un prix littéraire suisse, créé en 2006 à Zurich par la Fondation Studer/Ganz, laquelle a vocation à encourager et soutenir des auteurs prometteurs suisses ou résidant en Suisse.
Le prix est décerné sur manuscrit les années paires à un auteur Suisse alémanique de moins de 42 ans, qui se voit attribuer une bourse de 5 000 francs et dont le manuscrit est publié chez un éditeur suisse. Il est décerné les années impaires à une sélection de 6 auteurs romands, qui bénéficient d'un atelier d'écriture dirigé par un auteur reconnu, d'une lecture publique dans un théâtre, et du tremplin offert par le Prix.
Depuis 2015, un prix est décerné tous les deux ans à un auteur suisse d'expression italienne pour son premier ouvrage.

## Lauréats

### Studer/Ganz-Preis in der deutschsprachigen Schweiz
- 2006 : Simona Ryser, pour Maries Gespenster
- 2008 : Roman Graf, pour Herr Blanc[4]
- 2010 : Maja Peter, pour Workout[5]
- 2012 : Henriette Vásárhelyi, pour immeer[6]
- 2014 : Aucune lauréate, aucun lauréat
- 2016 : Barbara Schibli, pour Flechten[7]
- 2018 : Julia Kohli, pour Böse Delphine[8]
- 2020 : Thomas Duarte, pour Was der Fall ist[9]
- 2022 : Gianna Olinda Cadonau

### Prix Studer/Ganz en Suisse romande
- 2007 : Carla Demierre, Michel Diserens, Giuseppe Melillo, Evelyne Savard, Aline Steiner, Céline Zufferey
- 2009 : Laurence Boissier[10], Nathalie Chaix, Khadija Delaval, Sarah Duperrex, Lucianne Jaggi, Dimitri Jaunin, Léa Marmet, Douna Rajonhanes, Nadine Sauterel, Noémi Schaub, Anicée Willemin, Vincent Yersin
- 2011 : Edouard Choffat, Cécile Gavlak, Valérie Gilliard, Silvia Härri, Kokovi Kuhn, Julia Sørensen
- 2013 : Rébecca Balestra, Catherine Favre, Mathias Howald, Cléo Jansen, Sibylle Monney[11], Fabienne Morales
- 2015 : Joanne Chassot, Miguel Demoura, Monika Faupel, Marylin Grandjean Felchlin, Benjamin Pécoud, Héloïse Pocry
- 2017 : Lucile Carré, Julie Henoch, Aline Moser, Quentin Perissinotto, Marion Rosselet, Anaïs Perez Wenge
- 2019 : Caroline Despont, Numa Francillon, Jean-Marc Huguenin, David Janelas, Alice Kübler, Lucie Schaeren
- 2021 : Léonie Adrover, Alain Ausoni, Isabel Garcia Gomez, Marcel Nagel, Tasha Rumley, Marie Martin Wyler

### «Il Premio Studer/Ganz nella Svizzera di lingua italiana»
- 2015: Virginia Helbling
- 2017 : Alexandre Hmine[12]